# Los Cinco Turcos

Ahmet Adnan Saygun, quizá la principal figura de los Cinco Turcos, y la más conocida en Occidente.

Los Cinco Turcos (en turco, Türk Beşleri) es la denominación empleada generalmente para identificar cinco compositores turcos, todos ellos nacidos en la primera década del siglo XX, pioneros del desarrollo de la música clásica occidental en su país. En paralelo al final del Imperio otomano y el surgimiento de la nueva República de Turquía bajo el liderazgo de Atatürk, de notorias tendencias occidentalizantes en todos los aspectos, tanto políticos como sociales, lingüísticos o culturales, los cinco compositores emplearon materiales folclóricos de la música étnica de Turquía, dentro de un lenguaje muchas veces acentuadamente nacionalista y tardorromántico (alentado, desde luego, desde las más altas instancias del nuevo Estado), expuesto en las formas más académicas de la música de cámara, sinfónica y concertante de tradición europea y occidental.
Los Cinco Turcos fueron:
- Ahmet Adnan Saygun (1907-1991).
- Ulvi Cemal Erkin (1906-1972).
- Cemal Reşit Rey (1904-1985).
- Hasan Ferit Alnar (1906-1978).
- Necil Kazım Akses (1908-1999).